# 彼得·尤伯罗斯
彼得·維克多·尤伯罗斯（Peter Victor Ueberroth，1937年9月2日—）是美国体育主管和企業家，曾擔任1984年洛杉矶奧運會奥组委主席，在國際奧委會財政苦難和舉辦奧運會被當作政府財政陷阱的當時，他大膽開展了奧運會和商業贊助的緊密結合，成功讓洛杉磯奧運會实现了2.25亿美元的赢利，使得洛杉磯奧運會成功舉辦，這也是單屆奥运会第一次實現盈利，尤伯羅斯也因此被譽爲奥林匹克“商业之父”。尤伯罗斯从1984年到1989年担任美國職業棒球大聯盟主席，雖然憑藉其商業頭腦讓大聯盟轉虧為盈，但是和球員完全處在對立面，有幾年和資方聯合起來，不在自由市場灑錢，自由市場宛如死水，球員平均薪資更是下降，在球員工會的申訴下，大聯盟於1990年判賠2.8億美元。2004年至2008年担任美国奥林匹克委员会主席。